# PostGIS
PostGIS convierte al sistema de administración de bases de datos PostgreSQL en una base de datos espacial mediante la adición de tres características: tipos de datos espaciales, índices espaciales y funciones que operan sobre ellos. Debido a que está construido sobre PostgreSQL, PostGIS hereda automáticamente las características de las bases de datos empresariales, así como los estándares abiertos que implementan un Sistema de Información Geográfica dentro del motor de base de datos.
PostGIS es un módulo que añade soporte de objetos geográficos a la base de datos objeto-relacional PostgreSQL, convirtiéndola en una base de datos espacial para su utilización en Sistema de Información Geográfica. Se publica bajo la Licencia Pública General de GNU. 
Postgis ha sido desarrollado por la empresa canadiense Refraction Research, especializada en productos "Open Source" entre los que habría que citar a Udig. PostGIS es hoy en día un producto veterano que ha demostrado versión a versión su eficiencia. En relación con otros productos, PostGIS ha demostrado ser muy superior a la extensión geográfica de la nueva versión de MySQL, y a juicio de muchos, es muy similar a la versión geográfica de la base de datos Oracle.[cita requerida]
Un aspecto que debemos tener en cuenta es que PostGIS ha sido certificado en 2006 por el Open Geospatial Consortium (OGC) lo que garantiza la interoperabilidad con otros sistemas también interoperables. PostGIS almacena la información geográfica en una columna del tipo GEOMETRY, que es diferente del homónimo "GEOMETRY" utilizado por PostgreSQL, donde se pueden almacenar la geometría en formato WKB (Well-Known Binary), aunque hasta la versión 1.0 se utilizaba la forma WKT (Well-Known Text). 

## Instalación
Se dispone de dos opciones para obtener PostGIS: utilizar los archivos binarios o compilar el código fuente. Esta última es la opción más recomendable en el sistema operativo Linux, aunque muchas distribuciones disponen ya de paquetes compilados. Por ejemplo, en la versión 7.10 de Ubuntu (Gutsy Gibbon) la versión instalada es la 1.2.1-2.
Actualmente PostGIS forma parte de la instalación de PostgreSQL, al menos en su versión para Windows aunque la versión incluida puede no ser la más reciente. Suele haber un retraso con respecto a la última estable, pero esto no afectará a la mayoría de usuarios. Sin embargo, aquellos que quieran disponer de la última deben optar por no instalar la versión que forma parte del instalador de PostgreSQL. Es recomendable que, o bien compile el código fuente, o que utilicen los instaladores provistos por la propia Refraction. 
Si utilizamos los binarios, bien de instaladores de PostgreSQL o paquetes ya compilados de Linux (RPM o DEB) tendremos nuestro gestor de base de datos preparado para utilizar PostGIS, ahora es necesario crear una base de datos que utilice la extensión PostGIS. Para ello debemos de crear la base de datos:
Desde la consola podemos utilizar el comando createdb <nombre de la base de datos>, o bien desde la shell de PostgreSQL con la orden CREATE DATABASE <nombre de la base de datos>
PostGIS precisa para utilizar sus funciones del lenguaje Pl/pgSQL, por lo que se lo indicaremos con esta orden (dentro de la shell de PostgreSQL)
CREATE LANGUAGE 'plpgsql'

## Programas
Actualmente hay numerosos productos informáticos que pueden utilizar PostGIS como apoyo para su base de datos. Entre estos se incluyen los siguientes:
- QGIS
- UDig
- GeoServer
- MapServer
- GRASS
- Feature Manipulation Engine
- Cadcorp SIS
- Ionic Red Spider
- OpenJUMP
- gvSIG
- GeoPista
- LocalGIS
- RedGIS.NET
- Kosmo
- ThinkGeo
- ArcGIS
- MapInfo